# Johann Heinrich Neustück
Johann Heinrich Neustück (* 1802 in Basel; † Juli  1868 ebenda) war ein Schweizer Bildhauer und Bildschnitzer.

## Leben und Werk
Johann Heinrich Neustück wurde als Sohn des Malers Maximilian Neustück in Basel geboren. Er ergriff den Bildhauerberuf und wohnte mit seinem Bruder, dem Maler Johann Jakob Neustück, am Barfüsserplatz im Haus zum grünen Eck. Zu seinen Werken in Basel gehört die Statue des Basler Reformators Johannes Oekolampad im Gotischen Zimmer im Haus zum Schöneck (St. Alban-Vorstadt). Weiter schuf er die Modelle zum Dreizackbrunnen in der Freien Strasse.
Neustück leitete die 1841 eröffnete Modellierklasse an der Zeichenschule der Gesellschaft für das Gute und Gemeinnützige Basel. Zu seinen Schülern gehörte der nachmals bekannte Bildhauer Ferdinand Schlöth.